# Instituto Jane Goodall
El Instituto Jane Goodall (JGI, por sus siglas en inglés) es una organización mundial de conservación de la fauna y el medio ambiente con sede en Washington D. C. Fue fundado en 1977 por la primatóloga británica Jane Goodall.
El Instituto tiene delegaciones en más de veinticinco países de todo el mundo.

## Actividades

### Proteger a los grandes simios
El JGI trabaja para proteger a los chimpancés y otros primates mediante el apoyo a santuarios, la aplicación de la ley para reducir el tráfico ilegal y la educación pública para proteger a las especies amenazadas en su hábitat natural. El santuario Chimp Eden de Sudáfrica es uno de los refugios del instituto. Está situado en una reserva boscosa entre Nelspruit y Barberton en la Provincia de Mpumalanga.

### Mejorar los resultados sanitarios y de género
El JGI lo consigue mediante proyectos sanitarios centrados en la comunidad, mejoras en el suministro de agua y programas diseñados para mantener a las niñas en la escuela.

### Promover medios de vida sostenibles
El JGI lo consigue mediante prácticas agrícolas mejoradas, programas de microcréditos gestionados por la comunidad y técnicas de producción sostenible que aumentan los ingresos al tiempo que protegen los bosques y las cuencas hidrográficas.

## Recetario
En 2021, el instituto publicó un libro de cocina titulado The Jane Goodall Institute #EatMeatless (El Instituto Jane Goodall #ComeSinCarne). El prólogo del libro fue escrito por Jane Goodall, vegetariana de toda la vida y ahora vegana. La experta vegana Avery Yale Kamila incluyó el recetario en su lista de los mejores libros de cocina de 2021. El escritor gastronómico Mark Bittman entrevistó a Jane Goodall sobre el libro en su podcast. Veganuary lo incluyó en el número 1 en su lista de los mejores libros de cocina vegana.